# Longevelle-sur-Doubs
Longevelle-sur-Doubs is een gemeente in het Franse departement Doubs (regio Bourgogne-Franche-Comté) en telt 604 inwoners (1999). De plaats maakt deel uit van het arrondissement Montbéliard.

## Geografie
De oppervlakte van Longevelle-sur-Doubs bedraagt 8,3 km², de bevolkingsdichtheid is 72,8 inwoners per km².

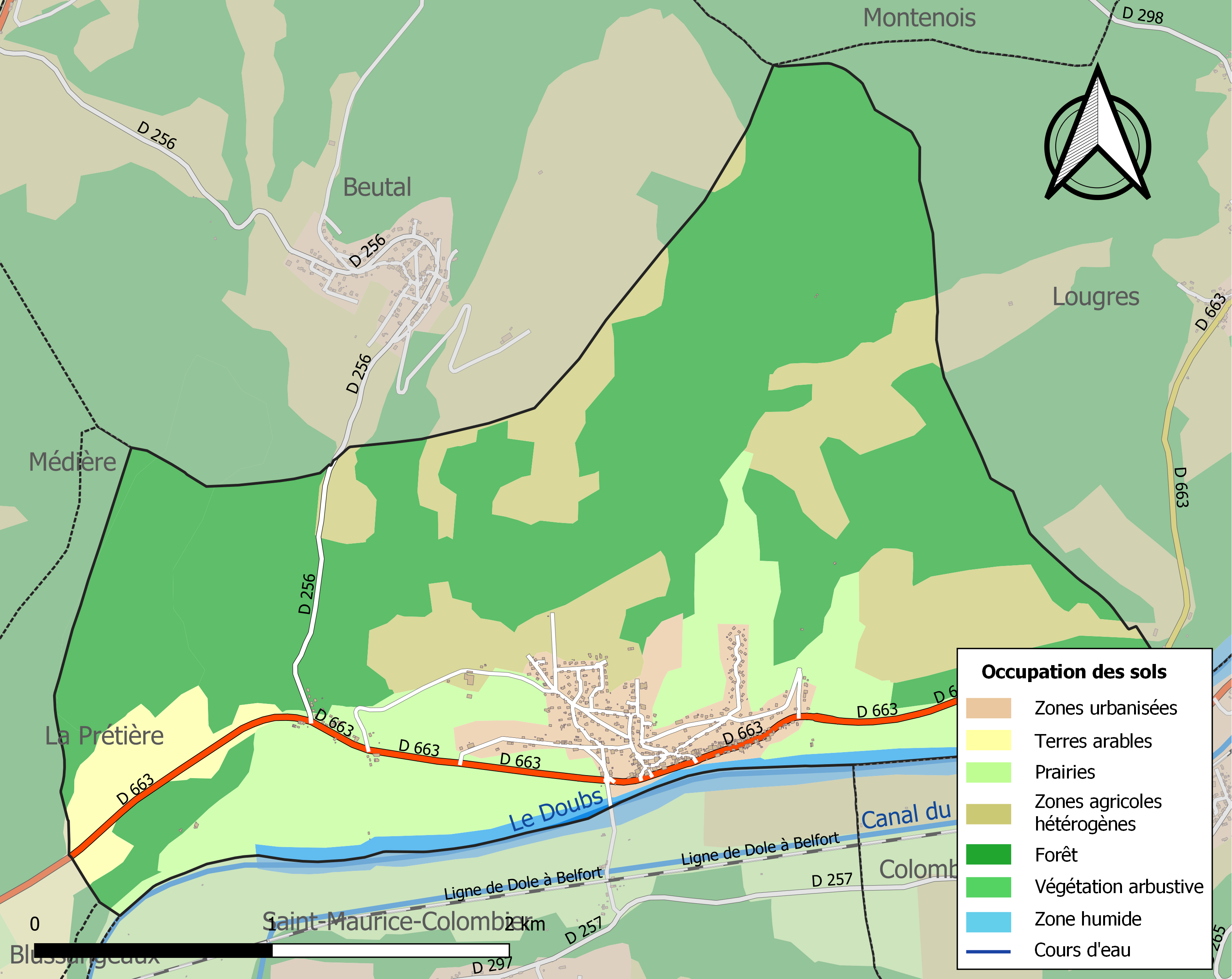
Kaart van de gemeente met de belangrijkste infrastructuur, bodemgebruik en omliggende gemeenten

## Demografie
Onderstaande figuur toont het verloop van het inwonertal (bron: INSEE-tellingen).